# Vicente Rojas
Vicente Rodrigo Antonio Rojas Naranjo (Santiago, 30 de abril del 2002) es un ciclista profesional chileno, integrante del equipo italiano VF Group-Bardiani CSF-Faizanède categoría UCI ProTeam. El 2022 corrió bajo el alero del Swift Carbon Pro Cycling Brasil, mientras que su primera temporada en Europa fue la del año 2023 bajo los colores del equipo Supermercados Froiz. Desde agosto de 2023 forma parte del equipo italiano VF Group-Bardiani CSF-Faizanè, que esa temporada se llamaba Green Project Bardiani - CSF Faizanè.
Dentro de sus logros más importantes está el campeonato Panamericano de Ruta sub-23 en Panamá en abril del 2023 y el campeonato chileno sub-23 de ruta del 2022. También destaca su tercer lugar en la clasificación de los jóvenes en la Vuelta a San Juan 2023.
Su debut profesional lo realizó el 3 de octubre del 2023 en la carrera Tres Valles Varesinos carrera que no terminó, luego ese mismo mes completaría el Tour de Turquía.
Sus cualidades son principalmente de escalador, las que complementa con una punta de velocidad.

## Biografía
Vicente nació en Santiago, Región Metropolitana, la capital de Chile. Desde pequeño practicó diferente deportes. 
En el año 2017, luego de vivir un tiempo en El Quisco volvió a Santiago. Los primeros primeros meses transcurrieron sin mucho que hacer, hasta que un día revisando la bodega de su nueva casa encontró una antigua bicicleta Mercier, la que pertenecía a su padre Rodrigo. Esta bicicleta sería el comienzo de su amor por el ciclismo; primero dando vueltas a la manzana de su casa, para posteriormente subir al Cerro San Cristóbal y así continuar hasta hoy en día. 
El primer club al que se incorporó fue Futuro Sport, donde Joaquín Urrutia fue su formador. 
En el 2021 inició sus estudios de mecánica automotriz y autotrónica en el Instituto Profesional Duoc UC para suspenderlos en el 2022 y así se dedicarse completamente al ciclismo.

## Equipos
- Futuro Sport (2018-2022)
- Swift Carbon Pro Cycling (2022)
- CD Plusperformance (2022)
- Supermercados Froiz (2023)
- Green Project Bardiani - CSF Faizanè (Desde agosto de 2023)
- VF Group-Bardiani CSF-Faizanè (2024)

## Palmarés

### 2023
- Campeón Panamericano Sub-23 [2]
- Clasificación jóvenes Vuelta San Juan
- Clasificación jóvenes Giro del Sol

### 2022
- Bronce Panamericano Sub-23
- Campeón Chileno Sub-23
- Campeón L'Étape Brasil [3]